# Самарская губернская дума
Самарская губернская дума — постоянно действующий представительный и законодательный орган государственной власти Самарской области. Является высшим и единственным органом законодательной власти региона. Состоит из одной палаты, насчитывающей 50 депутатских мест. Срок полномочий депутатов одного созыва — 5 лет.
На основании ч. 1 ст. 104 Конституции Российской Федерации обладает правом законодательной инициативы.

## История

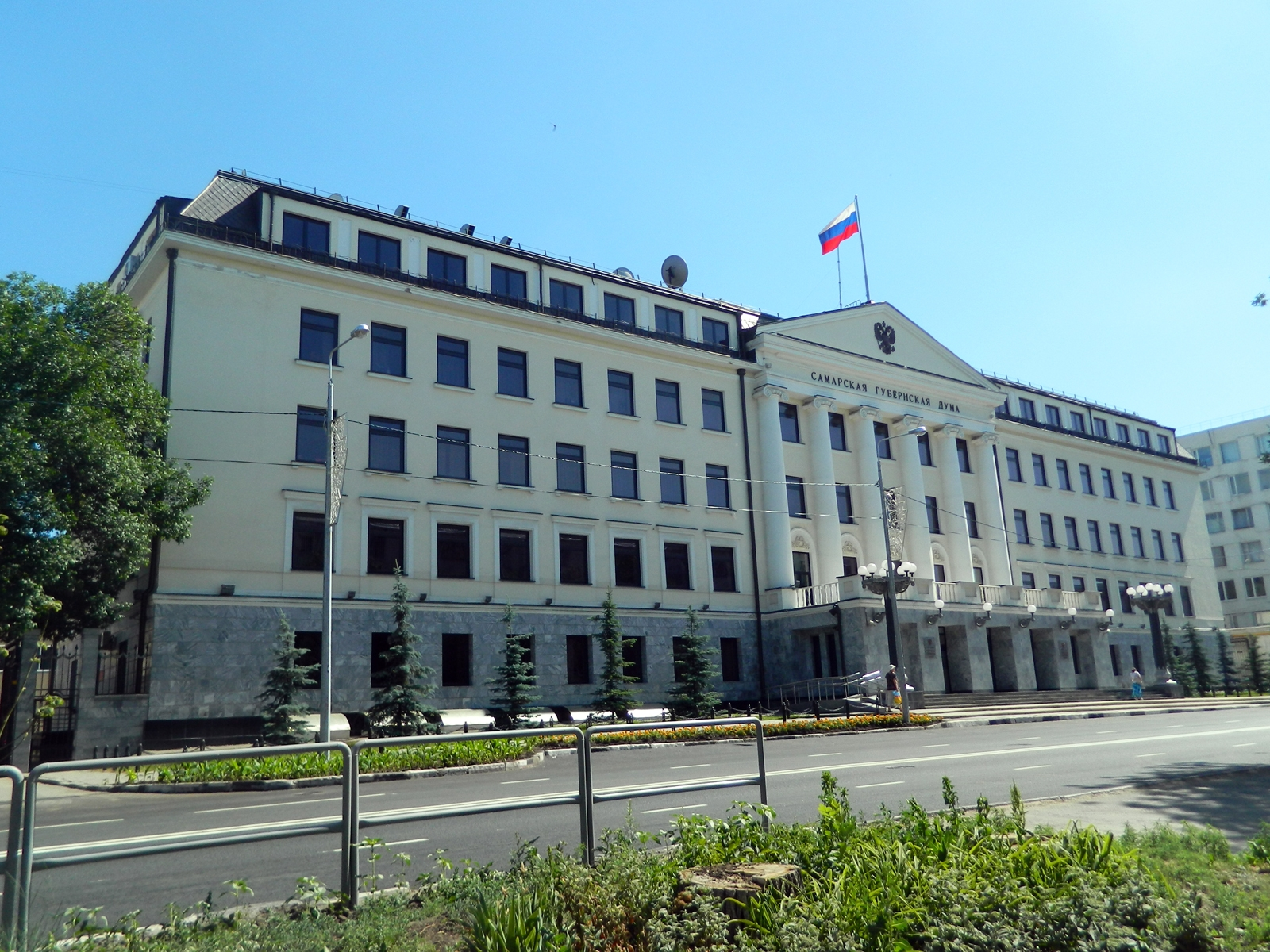
Здание Самарской губернской думы

С 1865 по 1917 год в Самарской губернии существовало Самарское губернское земское собрание.
С 1936 по 1977 год в Куйбышевской области существовал Куйбышевский областной Совет депутатов трудящихся (Куйбышевский облсовет). С 1977 по 1991 год — Куйбышевский областной Совет народных депутатов.
До 1990 года Куйбышевский облисполком объединял в себе исполнительную и законодательную власть в одном государственном органе.
В июле 2003 года был принят закон «О выборах депутатов Самарской Губернской Думы», увеличивший срок полномочий депутатов с 4 до 5 лет.
В 2017 году Самарская губернская дума под председательством Виктора Сазонова утвердила в Законе Самарской области от 01.11.2007 N 115-ГД «Об административных правонарушениях на территории Самарской области» статью 4.25 за нарушение правил благоустройства на территории города или поселения — позволявшая пресечь любое нарушение в сфере благоустройства, которая была отменена в 2018 году новым Губернатором Дмитрием Азаровым, создав правовой вакум и не возможность привлечения к административной ответственности юридических лиц за не исполнение установленных правил Минстроя России СП 82.13330.2016 Благоустройство территорий СНиП III-10-75.
В 2018 году Думой VI созыва принят Закон Самарской области «О внесении изменения в статью 4 Закона Самарской области «О Самарской губернской думе», разрешив совмещать должность Председателя Думы с иной другой трудовой деятельностью.
В 2018 году Дума VI созыва не поддержала проект федерального закона о реновации жилого фонда.

## Созывы
| Созыв    | Выборы                                                  | Срок               | Избирателей | Мандатов | Избирательная система          | Председатель | Представитель в Совете Федерации от ЗС СО                    |
| -------- | ------------------------------------------------------- | ------------------ | ----------- | -------- | ------------------------------ | --- | ------------------------------------------------------------ |
| 01 созыв | выборы 27 марта 1994 (1 тур) выборы 5 июня 1994 (2 тур) | 4 года 1994 — 1997 | —           | 25       | мажоритарная                   | Леон Ковальский 4 июля 1994 — 1997 | Леон Ковальский: 23 января 1996 — 1997                       |
| 02 созыв | выборы 7 декабря 1997                                   | 4 года 1997 — 2001 | —           | 25       | мажоритарная                   | Леон Ковальский 16 декабря 1997 — 30 марта 2003 | Леон Ковальский: 22 апреля 1998 — 21 декабря 2001            |
| 03 созыв | выборы 9 декабря 2001                                   | 5 лет 2003 — 2007  | —           | 25       | мажоритарная                   | Виктор Сазонов (ЕР) 18 декабря 2001 — 2007 | Леон Ковальский: 18 декабря 2001 — 25 января 2006 (досрочно) |
| 04 созыв | выборы 11 марта 2007                                    | 5 лет 2007 — 2011  | —           | 50       | смешанная (25 проп. + 25 маж.) | Виктор Сазонов (ЕР) 18 марта 2008 — декабрь 2011 | Валерий Парфёнов (ЕР): 6 июля 2007 — 23 декабря 2011         |
| 05 созыв | выборы 4 декабря 2011                                   | 5 лет 2011–2016    | 2 550 597   | 50       | смешанная (25 проп. + 25 маж.) | Виктор Сазонов (ЕР) 15 декабря 2011 — сентябрь 2016 | Сергей Мамедов (ЕР): 23 декабря 2011 — 27 сентября 2016      |
| 06 созыв | выборы 18 сентября 2016                                 | 5 лет 2016 — 2021  | 2 431 599   | 50       | смешанная (25 проп. + 25 маж.) | Виктор Сазонов (ЕР): 27 сентября 2016 — июнь 2018 врио Екатерина Кузьмичёва (ЕР): июнь — октябрь 2018 Геннадий Котельников (ЕР): 23 октября 2018 — сентябрь 2021 | Сергей Мамедов (ЕР): 27 сентября 2016 — июнь 2021            |
| 07 созыв | выборы 19 сентября 2021                                 | 5 лет 2021 — 2026  | 2 402 519   | 50       | смешанная (25 проп. + 25 маж.) | Геннадий Котельников (ЕР) с 28 сентября 2021 | Андрей Кислов (ЕР): 28 сентября 2021 — сентябрь 2026         |

## Фракции

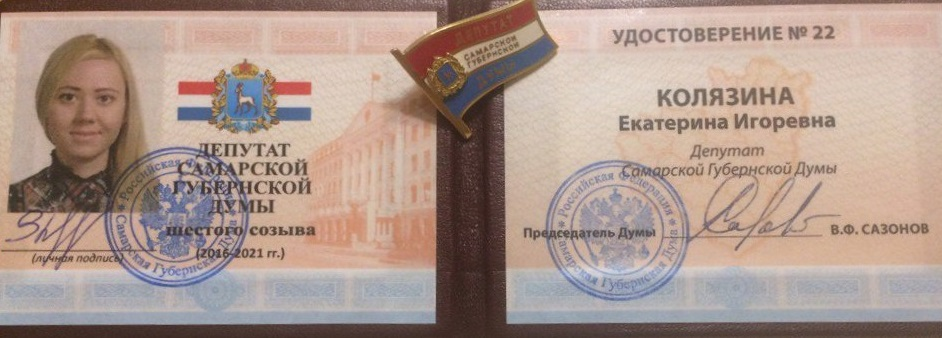
Удостоверение депутата Самарской губернской думы 6-го созыва (2016—2021)

### 7 созыв
Избран на срок с 2021 по 2026 годы, избирательный барьер 5 %.
| Фракция             | Руководитель                 | Мест | %       | Голоса  |
| ------------------- | ---------------------------- | ---- | ------- | ------- |
| Единая Россия       | Живайкин Александр Иванович  | 36   | 44,26 % | 488 868 |
| КПРФ                | Лескин Алексей Владимирович  | 10   | 20,44 % | 225 724 |
| Справедливая Россия | Маряхин Михаил Иванович      | 2    | 6,32 %  | 69 753  |
| ЛДПР                | Степанов Александр Сергеевич | 1    | 7,65 %  | 84 536  |
| Новые люди          | Маркаров Роман Геннадьевич   | 1    | 5,72 %  | 63 200  |

### 6 созыв
Избран на срок с 2016 по 2021 годы, избирательный барьер 5 %.
| Фракция             | Руководитель                  | Мест | %       | Голоса  |
| ------------------- | ----------------------------- | ---- | ------- | ------- |
| Единая Россия       | Котельников Геннадий Петрович | 40   | 51,02 % | 651 674 |
| КПРФ                | Лескин Алексей Владимирович   | 5    | 17,44 % | 222 767 |
| ЛДПР                | Степанов Александр Сергеевич  | 3    | 14,48 % | 184 914 |
| Справедливая Россия | Маряхин Михаил Иванович       | 1    | 5,78 %  | 73 786  |
| Яблоко              | —                             | 0    | 2,61 %  | 33 397  |

### 5 созыв
Избран на срок с 2011 по 2016 годы, избирательный барьер 5 %
| Фракция             | Руководитель                 | Мест | %      | Голоса  |
| ------------------- | ---------------------------- | ---- | ------ | ------- |
| Единая Россия       | Троян Валерий Николаевич     | 34   | 40,27% | 541 785 |
| КПРФ                | Минчук Виталий Сергеевич     | 8    | 22,57% | 303 604 |
| ЛДПР                | Усов Михаил Викторович       | 4    | 16,24% | 218 435 |
| Справедливая Россия | Колычев Александр Васильевич | 4    | 13,01% | 175 063 |
| Яблоко              | —                            | 0    | 4,02%  | 54 070  |

### 4 созыв
Избран на срок с 2007 по 2011 годы, избирательный барьер 7 % 
| Фракция               | Руководитель                  | Мест | %      | Голоса  |
| --------------------- | ----------------------------- | ---- | ------ | ------- |
| Единая Россия         | Сазонов, Виктор Фёдорович     | 33   | 33,54% | 305 616 |
| КПРФ                  | Минчук, Виталий Сергеевич     | 7    | 18,98% | 172 950 |
| ЛДПР                  | Пикалов, Вячеслав Викторович  | 3    | 11,59% | 105 625 |
| Справедливая Россия   | Колычев, Александр Васильевич | 4    | 15,14% | 137 974 |
| Союз правых сил (СПС) | Ибрагимов Руфиль Равилович    | 2    | 8,11%  | 73 893  |
| Зелёные               | Суркова Эльвира Георгиевна    | 1    | 7,62%  | 69 445  |

### Представительство в Совете Федерации
Самарской губернской думой назначается сенатор Российской Федерации от законодательного органа Самарской области. Срок полномочий сенатора — 5 лет.
- 1996—2006 — Ковальский Леон Иосифович[12]
- 2007—2011 — Парфёнов Валерий Павлович
- 2011—2021 — Мамедов Сергей Валерьевич

- 2021—2026 — Кислов Андрей Игоревич

## Известные депутаты на Википедии
| - Краснушкин, Александр Афанасьевич 1969—1977 - Орлов, Иван Фёдорович 1969—1975 - Кашунин, Борис Самуилович 1971—1977 - Антипашин, Николай Михайлович 1977—1993 - Романов, Валентин Степанович 1978—1993 - Сазонов, Виктор Фёдорович 1990—1993 - Николаев, Алексей Васильевич 1990—1993 - Улесов, Алексей Александрович - Касаткин, Виктор Александрович - Ефремов, Леонид Николаевич 1951—1952 - Тархов, Виктор Александрович 1990—1991 - Мурысев, Александр Сергеевич 1953—1959 - Пузанов, Александр Михайлович 40-х годах - Шагимарданов, Фазыл Валиахметович 1941—1944 - Комзин, Иван Васильевич 50-х годах - Русаков, Евгений Вениаминович 1976—1980 | - Артяков, Владимир Владимирович (март—апрель 2007) - Уткин, Николай Дмитриевич (1994—2007) - Нефёдов, Александр Петрович (1994—2007) - Лиманский, Георгий Сергеевич (1994—2007) - Тархов, Виктор Александрович (2002—2006) - Янин, Василий Григорьевич (1994—2016) - Дегтярёв, Михаил Владимирович (2007—2011) - Андреев, Сергей Игоревич (2007—2010) - Матвеев, Михаил Николаевич (2007—н. в.) - Милеев, Александр Владиленович (с 2011—н. в.) - Гройсман, Виталий Александрович (2001—2011) - Юрьев Евгений Леонидович (2007—2011) - Белоусов, Александр Николаевич (1997—2001) - Середавин, Владимир Диамидович (1997—2001) - Кузьмичёва, Екатерина Ивановна (2016—н. в.) |